# Anebo
ANEBO — український рок-гурт

## Про гурт
ANEBO — сучасний український музичний гурт, який грає у стилях indie rock, alternative. Гурт зародився у 2005 році в місті Київ. Назва ANEBO виникла у 2012 році, тоді ж сформувався основний склад учасників.
Релізи:
- 2013 «Справжнє» [Архівовано 4 березня 2016 у Wayback Machine.] 18 квітня 2013 року гурт презентує дебютний альбом «Справжнє», у який увійшли 8 композицій. Презентація відбулася в «Київській малій опері». Після цього музиканти дали тур в підтримку альбому містами Білорусі (Мінськ, Брест) і України (Тернопіль, Рівне, Житомир, Київ).
- 2014 «Сонце Зігріє» (EP) [Архівовано 29 червня 2016 у Wayback Machine.] 12 липня 2014 р. ANEBO презентували свій другий альбом «Сонце Зігріє» на території міжнародного аеропорту «Тернопіль» на фестивалі «Файне Місто». Альбом вмістив у себе однойменну титульну композицію і ліричну пісню «Душа».
- 2015 «Паралельний Світ» (Single) [Архівовано 29 червня 2016 у Wayback Machine.] Презентація сингла ANEBO — «Паралельний Світ» " відбулася у легендарному київському арт-клубі «44» 16 січня 2015. Будучи небайдужими до подій у країні, увесь 2014 ANEBO спрямовували всі сили і енергію на підтримку і збір коштів для солдатів АТО. Тому і не дивно, що пропустивши всі події через себе, гурт написав нову пісню саме соціального спрямування.

Кліпи:
- У 2009 році американським режисером Олексієм Баєвим був відзнятий дебютний кліп гурту на пісню «Сам не свій».
- У 2013 році світ побачив другий кліп гурту на пісню «Голос за почуття». Кліпи потрапили в ротацію на телеканали ТЕТ, A-One, Maxxi TV.

Радіо:
Пісні гурту ANEBO можна почути на радіо в Україні (радіо «УХ», «Молоде», «Промінь», «Рівне ФМ», «Ера», «Житомирська хвиля», «Львівське радіо»), в Білорусі («Радио Брест», «Радиус ФМ», «Би Ей») і Польщі «UMV». Пісня «Untold» ротується на радіо «Bounce FM» (USA). Також пісні «Untold» та «Голос за почуття» ротуються в мережі Talencast, до якої входять радіостанції в Європі та США.
Саундтреки:
ANEBO пише саундтреки до фільмів і серіалів (2009 р. — «Территория крассоты», 2013 р. — «Ловушка»  та ін.).
Сучасний звук, динамічне світло, яскрава епатажна поведінка музикантів на сцені і за її межами і найголовніше — децебели якісної музики — це все Anebo сьогодні. Гурт виступив на сценах фестивалів «Антонич Фест», «Тарас Бульба», «Перлини сезону», «Червона Рута», «Woodstock 2013», «Узвар», «Трипільське коло 2013», «SOAP», «Арт-пікнік Слави Фролової 2013», «Respublica 2013», «September fest 2013», «Арт-пікнік Слави Фролової 2014», «НеПопсовий Сезон від Джем фм», «Політех Music Fest 2014», «Kyiv'Day-2014», «Трипільське Коло 2014», «Раковець фест 2014», «Файне Місто 2014», «Єдина Країна», «Бандерштат 2014», «September fest 2014», взяли участь у проектах «Vilnius Temperature», «Djuice music drive», «Divan TV», «Битва Хорів на 1+1».
Під час виступів гурту ANEBO весь зал відчуває непідробні емоції ліричних пісень, енергійність та драйв швидких творів. Все це тому, що учасники гурту звикли завжди вкладати у справу яку вони роблять всю свою силу і енергію, всі свої переживання і почуття.

## Склад гурту
- Володимир Шпак — вокал
- Максим Стукаленко — гітара, бек-вокал
- Ірина Кочубей — бас-гітара
- Макс Черемис — барабани

## Колишні учасники
- Люся Тимофеєва — клавішні
- Стас Дячук — барабани
- Ольга Шор — клавішні
- Дана Борисова — барабани
- Денис Калякін — бас гітара

## Альбоми
- Справжнє (2013)
- Сонце Зігріє (EP, 2014)
- Паралельний Світ (Single, 2015)

## Кліпи
- Знак (2009)
- Сам не свій (2010)
- Голос за почуття (2013)